# Berlinia grandiflora
Berlinia grandiflora är en ärtväxtart som först beskrevs av Vahl, och fick sitt nu gällande namn av John Hutchinson och John McEwan Dalziel. Berlinia grandiflora ingår i släktet Berlinia och familjen ärtväxter. Inga underarter finns listade i Catalogue of Life.